# Neivamyrmex puerulus
Neivamyrmex puerulus är en myrart som beskrevs av Borgmeier 1955. Neivamyrmex puerulus ingår i släktet Neivamyrmex och familjen myror. Inga underarter finns listade i Catalogue of Life.